# Apple Newton

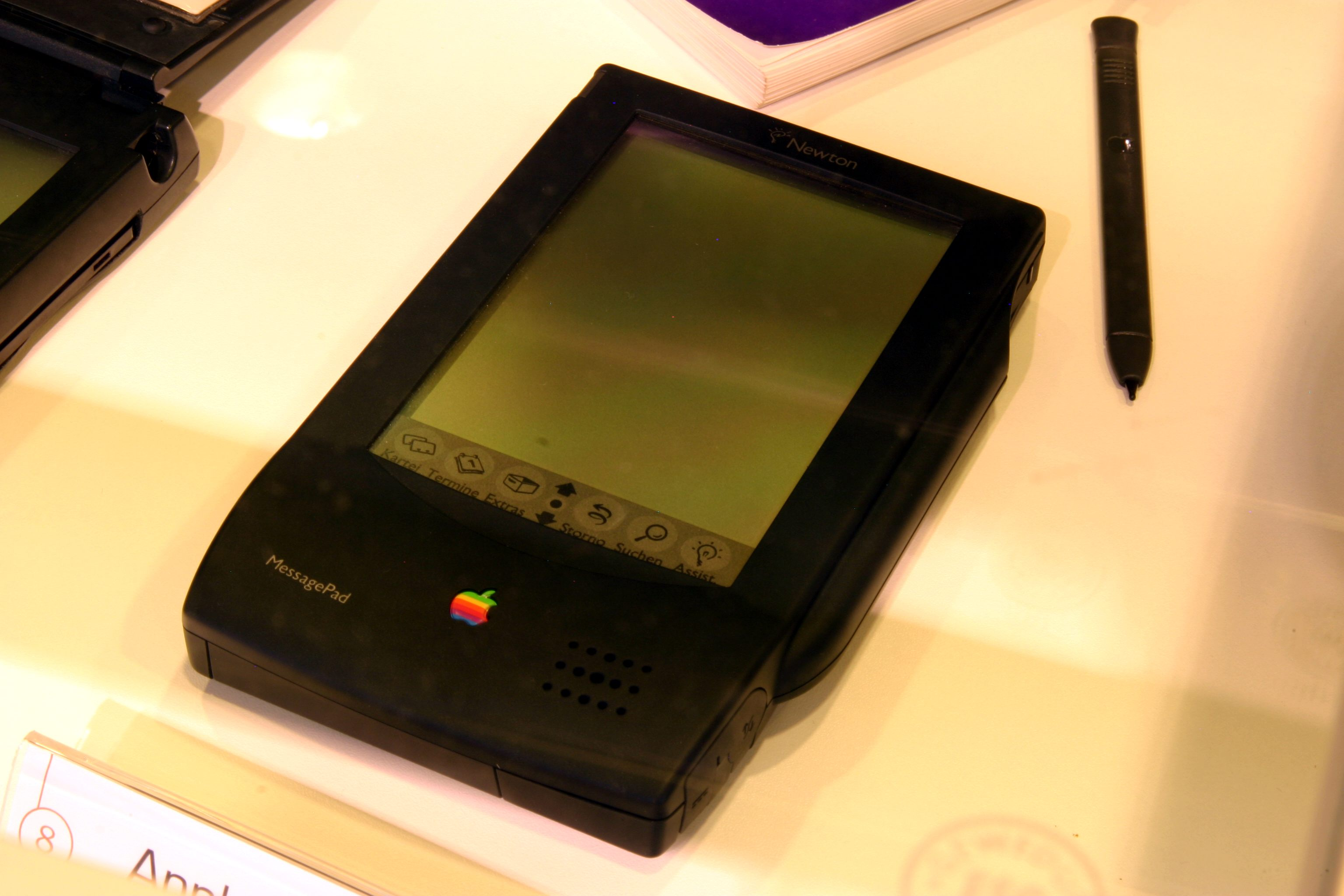
Apple Newton

Apple Newton (ou simplesmente Newton, ou Newton Message Pad) é um modelo de PDA com tela sensível ao toque, reconhecimento inteligente de escrita, memória flash e processador RISC, lançado pela Apple Computer (atual Apple) em 1993.
Não alcançando sucesso, não permaneceu por muito tempo no mercado, sendo um dos projetos da empresa de Cupertino que fracassaram.